# Tramery
Tramery és un municipi francès, situat al departament del Marne i a la regió del Gran Est. L'any 2007 tenia 143 habitants.

## Demografia

### Població
El 2007 la població de fet de Tramery era de 143 persones. Hi havia 48 famílies, de les quals 4 eren unipersonals (4 dones vivint soles i 4 dones vivint soles), 16 parelles sense fills i 28 parelles amb fills.
La població ha evolucionat segons el següent gràfic:
Habitants censats

### Habitatges
El 2007 hi havia 58 habitatges, 49 eren l'habitatge principal de la família, 4 eren segones residències i 5 estaven desocupats. Tots els 58 habitatges eren cases. Dels 49 habitatges principals, 44 estaven ocupats pels seus propietaris i 5 estaven llogats i ocupats pels llogaters; 4 tenien tres cambres, 12 en tenien quatre i 33 en tenien cinc o més. 39 habitatges disposaven pel capbaix d'una plaça de pàrquing. A 14 habitatges hi havia un automòbil i a 32 n'hi havia dos o més.

### Piràmide de població
La piràmide de població per edats i sexe el 2009 era:
| Homes | Edats   | Dones |
| ----- | ------- | ----- |
| 0     | 95 o +  | 0     |
| 0     | 90 a 94 | 0     |
| 0     | 85 a 89 | 0     |
| 0     | 80 a 84 | 0     |
| 0     | 75 a 79 | 0     |
| 0     | 70 a 74 | 0     |
| 0     | 65 a 69 | 0     |
| 8     | 60 a 64 | 0     |
| 4     | 55 a 59 | 4     |
| 0     | 50 a 54 | 12    |
| 8     | 45 a 49 | 4     |
| 0     | 40 a 44 | 0     |
| 8     | 35 a 39 | 4     |
| 8     | 30 a 34 | 8     |
| 0     | 25 a 29 | 16    |
| 0     | 20 a 24 | 0     |
| 0     | 15 a 19 | 4     |
| 0     | 10 a 14 | 0     |
| 4     | 5 a 9   | 0     |
| 12    | 0 a 4   | 4     |

## Economia
El 2007 la població en edat de treballar era de 90 persones, 67 eren actives i 23 eren inactives. De les 67 persones actives 63 estaven ocupades (35 homes i 28 dones) i 4 estaven aturades (1 home i 3 dones). De les 23 persones inactives 9 estaven jubilades, 5 estaven estudiant i 9 estaven classificades com a «altres inactius».
Activitats econòmiques
Dels 6 establiments que hi havia el 2007, 1 era d'una empresa de fabricació d'altres productes industrials, 1 d'una empresa de construcció, 1 d'una empresa de comerç i reparació d'automòbils, 1 d'una empresa de transport, 1 d'una empresa de serveis i 1 d'una entitat de l'administració pública.
L'any 2000 a Tramery hi havia 3 explotacions agrícoles.

## Poblacions més properes
El següent diagrama mostra les poblacions més properes.